# Rosemarie Frankland
Rosemarie Frankland (Rhosllannerchrugog, 1º febbraio 1943 – Marina del Rey, 2 dicembre 2000) è stata una modella e attrice britannica, vincitrice del concorso di bellezza Miss Mondo nel 1961.

## Biografia
Ex Miss Regno Unito, Rosemarie Frankland fu incoronata undicesima Miss Mondo, il 9 novembre 1961 presso il Lyceum Theatre di Londra, ricevendo la corona dalla Miss Mondo uscente, l'argentina Norma Gladys Cappagli. È stata la prima Miss Mondo britannica. In precedenza aveva partecipato anche a Miss Universo 1961.
Dopo l'anno di regno, la Franklin iniziò per un breve periodo la carriera di attrice. Il suo ruolo più sostanziale, oltre che l'ultimo fu nel film del 1963 Lezioni d'amore alla svedese, al fianco di Bob Hope. Nel 1970, sposò il cantante e chitarrista del gruppo The Grass Roots, Warren Entner, e si trasferì con lui a Los Angeles. Nel 1976 nacque la loro unica figlia, Jessica. Nel 1981 la coppia divorziò.
La Frankland è morta all'età di 57 anni di overdose di sostanze stupefacenti nel dicembre 2000 a Marina del Rey in California, dopo aver combattuto con la depressione per anni.